# Ruine Last
Die Ruine Last steht auf einer Bergkuppe in der Schweizer Gemeinde Kradolf-Schönenberg im Kanton Thurgau. Die Bezeichnung erhielt die einstige Turmburg erst im späten Mittelalter von einem benachbarten Hof gleichen Namens. Zuvor war sie unter dem Namen Vesti bzw. Burg Schönenberg bekannt.
Bei der Ruine der Höhenburg handelt es sich um die Überreste eines nahezu quadratischen Wohnturms mit einer Grundfläche von 10 × 11 Metern. Seine Mauern sind heute noch von zwölf Meter hoch und gehen über drei Stockwerke. In seiner Nordmauer ist der einstige Hocheingang erkennbar.

## Geschichte
Erbaut wurde die Anlage in der ersten Hälfte des 12. Jahrhunderts von den Herren von Schönenberg. Als Ministeriale des Bischofs von Konstanz hatten sie Schönenberg vom Bistum als Lehen erhalten. Erstmals 1159 wurden Bertoldus und Rodolfo de castro Scoenenberc erwähnt. Ihr Nachfahre Friedrich II. von Schönenberg wurde 1211 in einer Urkunde als Kreuzfahrer erwähnt.
Johannes III. von Schönenberg musste aufgrund finanzieller Schwierigkeiten die Burg mitsamt den dazugehörigen Ländereien 1352 an den Bischof zurückgeben und verzichtete acht Jahre später auch formell auf all seine Rechte an diesem Besitz. Die Burg kam daraufhin an die Herren von Heidelberg.
1407 wurde Schönenberg von den Aufständischen in den Appenzellerkriegen zerstört, aber schon bald darauf wieder aufgebaut. Ab 1460 wurden jedoch keine Bewohner der Burg mehr verzeichnet, sodass die Anlage allmählich verfiel.
1804 gelangte die Ruine in den Besitz des noch jungen Kantons Thurgau, der sie 1869 an einen Privatmann verkaufte. 1960 wurde die damalige Munizipalgemeinde Neukirch Eigentümerin der Burg und schenkte diese 1974 der Genossenschaft Ruinen Kradolf-Schönenberg.

## Sanierungsarbeiten
Von 1974 an wurden zahlreiche Sanierungsarbeiten an dem Wohnturm vorgenommen; letztmals im Jahr 2004. Im Jahr 2013 wurde die Umgebung saniert. Neuer Treppenaufgang, Umzäunung der Ruine und der Eingang zur Ruine.
Heutzutage ist die Ruine neben der nahe gelegenen Burgruine Heuberg und der Ruine Anwil in Buhwil ein bekanntes Ausflugsziel in der Region; nicht zuletzt deshalb, weil sich auf der Bergkuppe eine Grillstelle befindet. Drei verschieden lange Wanderwege führen vom Bahnhof Kradolf zu den Ruinen. (Ruinenwege Kradolf-Schönenberg)